# West Township (comté de McLean, Illinois)
West Township est un township du comté de  McLean dans l'Illinois, aux États-Unis,.

## Source de la traduction
- (en) Cet article est partiellement ou en totalité issu de l’article de Wikipédia en anglais intitulé « West Township, McLean County, Illinois » (voir la liste des auteurs).